# Castello del Balio
Il Castello e Torri del Bàlio sono una fortificazione militare di Erice di epoca medievale, con annesso giardino. Sia le torri che i giardini prendono il nome dal normanno "baiulo", ossia governatore.

## Storia

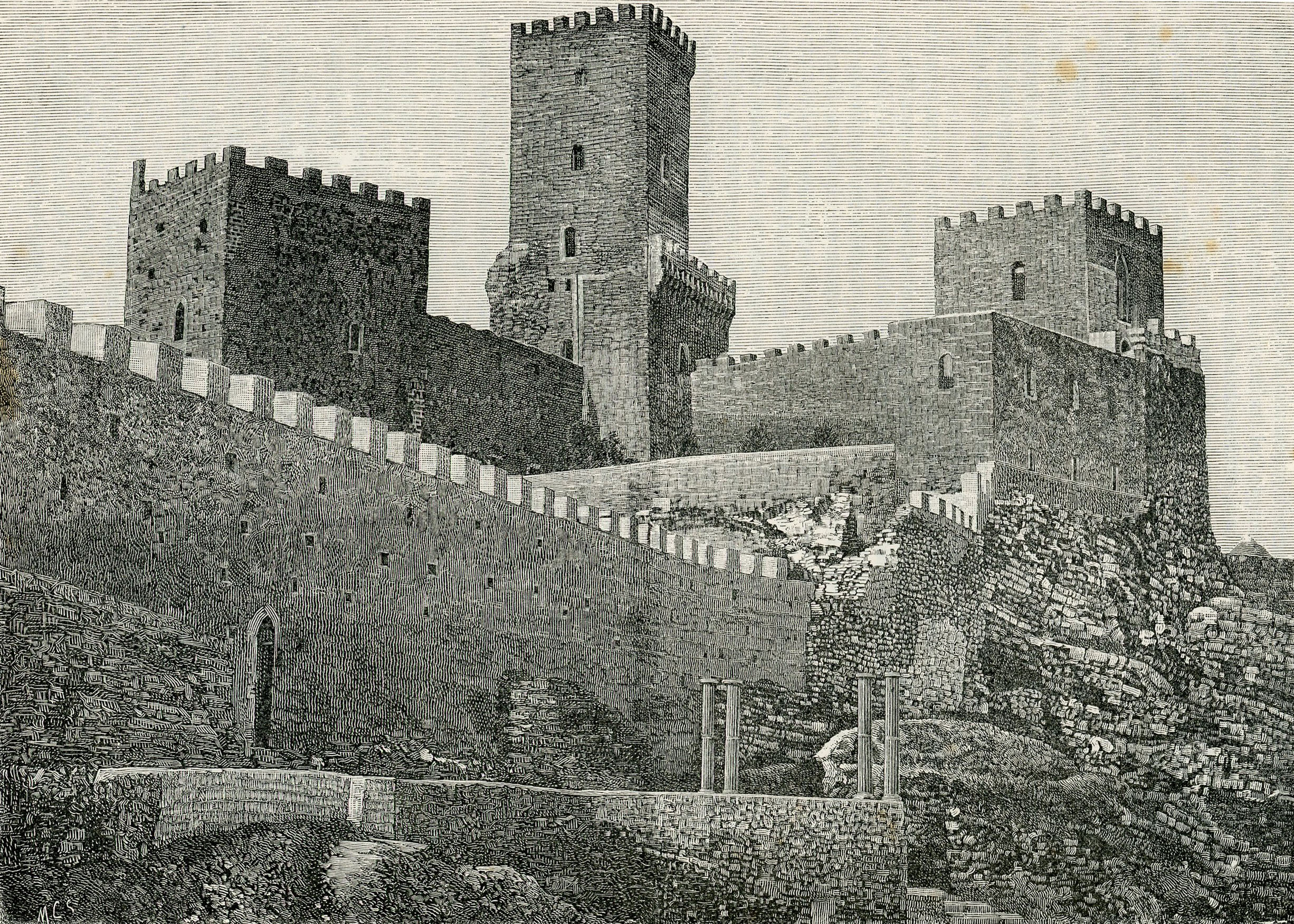
Torri e castello in una litografia del 1892

Le due torri originarie sono di epoca normanna ed erano collegate al castello di Venere tramite ponte levatoio. Fu successivamente realizzata una terza torre e una cinta muraria, con una porta di accesso sovrastata da un arco con lo stemma degli Asburgo di Spagna.
Nei secoli successivi il complesso andò in rovina. Passato al comune con la riforma borbonica (1818-1819), fu dato in concessione al conte Agostino Sieri Pepoli che nel 1872 iniziò la ristrutturazione. Realizzò anche un giardino pubblico all'inglese.